# Homotoicha precaria
Homotoicha precaria är en insektsart som beskrevs av Piza Jr. 1950. Homotoicha precaria ingår i släktet Homotoicha och familjen vårtbitare. Inga underarter finns listade i Catalogue of Life.